# احمق مفید
احمق مفید (نادان سودمند) اصطلاحی در سیاست است و به افرادی گفته می‌شود که در نقش تبلیغات‌چی یک جناح عمل می‌کنند که از اهداف آن به خوبی آگاه نیستند و درواقع سران جناح مذکور، از وجود آن‌ها و اقداماتشان سود می‌برند.
نخستین کاربرد این عبارت به لنین نسبت داده می‌شود که گفته می‌شد آن را در اشاره به روزنامه‌نگاران و اندیشمندان غربی که از اتحاد جماهیر شوروی تعریف می‌کردند استفاده نمود.